# Jan Jałocha
Jan Jałocha (* 18. Juli 1957 in Gołkowice, Polen) ist ein ehemaliger polnischer Fußballspieler.

## Vereinskarriere
Der Mittelfeldspieler spielte von 1974 bis 1986 bei Wisła Kraków in Polen. Mit den Krakauern wurde er 1978 polnischer Meister. 1986 wechselte er nach Deutschland und spielte für den FC Augsburg, SpVgg Bayreuth, Eintracht Trier, den VfL Trier und dem SV Krettnach.

## Nationalmannschaft
Zwischen 1981 und 1985 absolvierte er 28 Spiele für Polen. Er nahm auch an der Weltmeisterschaft 1982 in Spanien teil.

## Erfolge
- Polnischer Meister (1978)
- WM-Dritter (1982)